# Lilla Kolsleven
Lilla Kolsleven är en sjö i Flens kommun i Södermanland och ingår i Nyköpingsåns huvudavrinningsområde.